# Del James
Del james (nascido em 5 de Fevereiro de 1964 em New Rochelle, Nova Iorque, EUA) é um escritor e jornalista conhecido por ter trabalhado com Axl Rose da banda Guns N' Roses e com Chuck Billy da banda Testament no álbum The Ritual. Del é um simpatizante do terror, dando pitadas generosas desse em sua obra, além de usá-la para explorar tabus. Seus trabalhos já apareceram em várias publicações, incluindo a Rolling Stone. Ele já foi viciado em álcool e tóxicos, tendo lutado contra seus vícios e aprendido a lidar com eles após o nascimento de suas filhas.
Um de seus contos mais famosos se chama "Without You" (Sem Você), publicado no livro The Language of Fear (A Linguagem do Medo). O conto ganhou uma maior popularidade por ser inspirado no relacionamento de Axl Rose e sua ex-mulher, e por ser a base da criação dos clipes Don't Cry, November Rain e Estranged do Guns n' Roses.